# Vanessa Stefanello
Vanessa Stefanello (Dolo, 4 novembre 1992) è una calciatrice italiana, centrocampista del Padova.